# Krista Tesreau
Krista Tesreau (* 10. Januar 1964 in St. Louis, Missouri) ist eine US-amerikanische Schauspielerin.

## Leben
Sie begann ihre Karriere 1983 in der Seifenoper Springfield Story. Für ihre Rolle der Mindy Lewis, die sie bis 1989 spielte, wurde sie 1987 für den Emmy und 1986 für den Soap Opera Digest nominiert. Danach wirke sie noch in einigen Fernsehproduktionen mit.
Krista Tesreau war von 1991 bis 1992 mit Robert Mione verheiratet. Seit 2004 ist sie die Ehefrau von Glen Strauss. Das Paar hat einen Sohn.

## Filmografie (Auswahl)
- 1983–1989, 2002: Springfield Story
- 1990: Wer ist hier der Boss?
- 1992: California Clan
- 1992: California Dream
- 1992: Palm Beach Duo
- 1992: Zurück in die Vergangenheit
- 1993: Perry Mason und der Kuß des Todes
- 1994: Liebe, Lüge, Leidenschaft (One Life to Live)
- 1997: Nur der Tod ist Zeuge
- 1998: Ring frei! – Die Jerry Springer Story